# Paredes
Paredes este un oraș în Districtul Porto, Portugalia.